# Luca Caioli
Luca Caioli (Milán, Italia en 1958) es un periodista y escritor italiano.

## Biografía
Luca Caioli nació en Milán en 1958 pero vive en Madrid desde el año 2001. Como periodista especializado en deportes, a lo largo de los últimos años ha seguido muy de cerca los principales acontecimientos internacionales. Ha trabajado en periódicos italianos como Il Manifesto, L’Unitá, La Repubblica o la Gazzetta dello Sport. Ha sido redactor jefe de deportes en Euronews TV y ha colaborado en otros medios como la RAI en Italia y Granada TV en Gran Bretaña.La clase social de sus padres era clase media.
Desde que en 2001 se trasladó a vivir a España, trabaja como corresponsal de Sky Tg24, a la vez que ejerce como comentarista deportivo de La Sexta, Cuatro, Onda Cero y  Cadena Ser, así como de columnista del diario Marca y colaborador del Corriere della Sera.
Ha publicado los siguientes libros: Ronaldinho. El futbolista feliz (2006); Centodieci minuti, una vita. La parábola di Zinédine Zidane (2006); Messi, el niño que no podía crecer (2008); El doble desafío de Lance Armstrong; Torres, An Intimate Portrait of a kid who became king;  Karim Benzema, un talent brut; Coupe du Monde, Gagner malgré Domenech, Perdre malgré Domenech; Vicente del Bosque. Mil gracias; Cristiano Ronaldo, the obsession for the perfection y  también Mañana, su primera novela.